# غرانت جي
غرانت جي (بالإنجليزية: Grant Gee)‏ هو مصور سينمائي ومخرج بريطاني، ولد في 24 أكتوبر 1964 في بليموث في المملكة المتحدة.

## وصلات خارجية
- غرانت جي على موقع IMDb (الإنجليزية)
- غرانت جي على موقع ألو سيني (الفرنسية)
- غرانت جي على موقع ميوزك برينز (الإنجليزية)
- غرانت جي على موقع أول موفي (الإنجليزية)
- غرانت جي على موقع قاعدة بيانات الأفلام السويدية (السويدية)
- غرانت جي على موقع قاعدة بيانات الفيلم (الإنجليزية)
- غرانت جي على موقع كينوبويسك (الروسية)